# Ceres (mitologia)
Ceres, na mitologia romana, equivalente à deusa grega, Deméter, filha de Saturno e Ops, amante e irmã de Júpiter, irmã de Juno, Vesta, Netuno e Plutão, e mãe de Perséfone com Júpiter.
Patrona da Sicília, Ceres pediu a Júpiter para que a Sicília fosse colocada nos céus; como resultado, e porque a ilha tem forma triangular, criou a constelação Triangulum, um dos antigos nomes era Sicília.
Ceres era a deusa das plantas que brotam (particularmente dos grãos) e do amor maternal. Diz-se que foi adotada pelos romanos em 496 a.C. durante uma fome devastadora, quando os livros Sibilinos avisaram para que se adotassem a deusa grega Deméter, Prosérpina (Perséfone) e Dionísio.
A deusa era personificada e celebrada por mulheres em rituais secretos no festival de Ambarvália, em Maio. Existia um templo dedicado a Ceres no monte Aventino em Roma. O seu primeiro festival era a Cereália ou "Jogos Ceriais" (Ludi Ceriales), instituídos no século III a.C. e celebrados anualmente de 12 de abril a 19 de abril. A veneração de Ceres ficou associada às classes plebeias, que dominavam o comércio de cereais. Sabe-se muito pouco sobre os rituais de veneração a Ceres; um dos poucos costumes que foram registados era uma prática de apertar ligas nas caudas das raposas e que eram largadas no Circo Máximo.
Ela tinha doze deuses menores que a assistiam, e estavam encarregues de aspectos específicos da lavoura.
Ceres era retratada na arte com um cetro, um cesto de flores e frutos e tinha uma coroa feita de espigas de trigo.
A palavra cereal deriva de Ceres, comemorando a associação da deusa com os grãos comestíveis. O nome Ceres provém de "ker", de raiz Indo-Europeia e que significa "crescer", também é a raiz das palavras "criar" e "incrementar". O asteroide Ceres levou o nome desta deusa, o mesmo aconteceu com o elemento químico Cério.
Ceres também é relacionada à cerveja, que em latim é grafada "Cerevisia" ou Cervisiae, batizada pelos celtas na antiga Gália (atual França) em homenagem à deusa. Empresta seu nome também à famosa levedura da cerveja cujo nome científico é Saccharomyces cerevisiae.
A deusa era homenageada pela população romana na chamada Cerialia.